# Liste der Baudenkmäler in Bessenbach
Auf dieser Seite sind die Baudenkmäler in der unterfränkischen Gemeinde Bessenbach zusammengestellt. Diese Tabelle ist eine Teilliste der Liste der Baudenkmäler in Bayern. Grundlage ist die Bayerische Denkmalliste, die auf Basis des Bayerischen Denkmalschutzgesetzes vom 1. Oktober 1973 erstmals erstellt wurde und seither durch das Bayerische Landesamt für Denkmalpflege geführt wird. Die folgenden Angaben ersetzen nicht die rechtsverbindliche Auskunft der Denkmalschutzbehörde.

## Baudenkmäler nach Ortsteilen

### Frauengrund
| Lage                     | Objekt    | Beschreibung | Akten-Nr.              | Bild           |
| ------------------------ | --------- | --- | ---------------------- | -------------- |
| Frauengrund 4 (Standort) | Hofanlage | Wohnhaus, eingeschossiges traufständiges Mansarddachhaus aus unverputztem Sandsteinquadermauerwerk, im Kern 18. Jahrhundert             | D-6-71-112-13 Wikidata | weitere Bilder |
| Frauengrund 4 (Standort) | Hofanlage | Nebengebäude, große eingeschossige unverputzte Satteldach- bzw. Halbwalmdachbauten, Sandsteinquadermauerwerk, 2. Hälfte 19. Jahrhundert | D-6-71-112-13 Wikidata | weitere Bilder |

### Keilberg
| Lage                                       | Objekt                                                      | Beschreibung | Akten-Nr.              | Bild                                                        |
| ------------------------------------------ | ----------------------------------------------------------- | --- | ---------------------- | ----------------------------------------------------------- |
| Am Wegweiser ()                            | Bildstock                                                   | 1876 nicht nachqualifiziert, im Bayerischen Denkmal-Atlas nicht kartiert | D-6-71-112-24 Wikidata |                                                             |
| Gründchen (Standort)                       | Bildstock                                                   | gemauert mit rundbogigem Abschluss sowie rundbogiger vergitterter Nische, Granitbruchstein, 19./20. Jahrhundert | D-6-71-112-18 Wikidata | BW                                                          |
| Grünfeld (Standort)                        | Bildstock                                                   | Über Inschriftensockel ein Aufsatz mit Satteldach und rundbogiger, vergitterter Nische, Beton, 1962 | D-6-71-112-21 Wikidata | BW                                                          |
| Grünfeld (Standort)                        | Bildstock                                                   | gemauert mit rundbogiger Nische und Satteldach, bezeichnet 1952 | D-6-71-112-22 Wikidata | BW                                                          |
| Himbeerwiesenfeld (Standort)               | Feldkreuz, ehemaliges Friedhofskreuz                        | Kruzifix über quaderförmigem Inschriftensockel, Dreinageltypus, Sandstein, 19. Jahrhundert | D-6-71-112-23 Wikidata | BW                                                          |
| Kirchfeld (Standort)                       | Denkmal für die Gefallenen von 1866 und 1870/71             | Madonna auf hohem Postament, Sandstein, 1910, 1932 hinterfangen von vier Pfeilern auf halbrunder Sockelmauer mit Tafeln für die Gefallenen des Ersten Weltkriegs, Sandstein, 1946 ergänzt um Tafeln für die Gefallenen des Zweiten Weltkriegs, Sandstein | D-6-71-112-43 Wikidata | BW                                                          |
| Kirchknöckel (Standort)                    | Kapelle                                                     | kleiner offener unverputzter Massivbau mit Pultdach und Vordach, unterteilt durch ein Gitter, 1970 | D-6-71-112-20 Wikidata | Kapelle                                                     |
| Kirchknöckel (Standort)                    | Wegkreuz, sogenanntes Schwarzes Kreuz                       | Eisernes Kruzifix über quaderförmigem Sandsteinsockel, Dreinageltypus, 19. Jahrhundert | D-6-71-112-17 Wikidata | BW                                                          |
| Ober dem Äckerchen ()                      | Marien-Bildstock                                            | nicht nachqualifiziert, im Bayerischen Denkmal-Atlas nicht kartiert | D-6-71-112-19 Wikidata |                                                             |
| Röthen, Brückenäcker (Standort)            | Bildstock                                                   | Block aus Granitbruchsteinen mit Mosaik und bekrönendem eisernen Kreuz, 1960. | D-6-71-112-25 Wikidata | BW                                                          |
| Zum St. Jörgen (Standort)                  | Bildstock                                                   | Auf Säule vierseitiges Kopfstück mit Kruzifixreliefs und Giebeldach mit bekrönendem Kreuz, Sandstein, bezeichnet 1625 | D-6-71-112-15 Wikidata | BW                                                          |
| Zum St. Jörgen 1 (Standort)                | Katholische Pfarrkirche St. Georg und St. Petrus und Paulus | Saalbau mit eingezogenem Chor und Westturm, 1747, erweitert 1974–75; mit Ausstattung | D-6-71-112-14 Wikidata | Katholische Pfarrkirche St. Georg und St. Petrus und Paulus |
| Zum St. Jörgen 1, um die Kirche (Standort) | Friedhof                                                    | Mit Kirchhofbefestigung, im Kern 15. Jahrhundert | D-6-71-112-14 Wikidata | Friedhof                                                    |
| Zum St. Jörgen 2 (Standort)                | Pfarrhaus                                                   | Zweigeschossiger massiver unverputzter Walmdachbau mit Gurtgesimsen und Mezzaningeschoss, Rotsandstein, 1835 | D-6-71-112-16 Wikidata | BW                                                          |

### Oberbessenbach
| Lage                     | Objekt                                              | Beschreibung | Akten-Nr.                             | Bild           |
| ------------------------ | --------------------------------------------------- | --- | ------------------------------------- | -------------- |
| Ottilienweg 4 (Standort) | Pfarrhof                                            | Pfarrhaus, zweigeschossiger Walmdachbau mit Mezzaningeschoss, Fassadengliederung durch Gesimse und Eckquaderung, Sandsteinmauerwerk, 1840                                                      | D-6-71-112-26 Wikidata                | BW             |
| Ottilienweg 4 (Standort) | Pfarrhof                                            | Scheune, eingeschossiger Bruchsandsteinbau mit Krüppelwalmdach, 19. Jahrhundert | D-6-71-112-26 Wikidata                | BW             |
| Ottilienweg 4 (Standort) | Pfarrhof                                            | zweiflügeliger eingeschossiger Stalltrakt mit Sattel- bzw. Walmdach, Bruchsandstein, 19. Jahrhundert                                                                                           | D-6-71-112-26 Wikidata                | BW             |
| Ottilienweg 5 (Standort) | Ehemalige Schule                                    | zweigeschossiges aufgesockeltes Satteldachgebäude mit westlichem Flügel mit abgewalmtem Dach, Sandsteinquadermauerwerk mit Fassadengliederung mit Ecklisenen, Sohlbank und Mittelrisalit, 1879 | D-6-71-112-27 Wikidata                | BW             |
| Ottilienweg 7 (Standort) | Alte Pfarrkirche                                    | Langhaus im Kern 13. Jahrhundert, Chor und Turm Mitte 15. Jahrhundert, Turmobergeschoss 18. Jahrhundert; mit Ausstattung                                                                       | D-6-71-112-29 Wikidata                | weitere Bilder |
| Ottilienweg 9 (Standort) | Friedhofsmauer                                      | Satteldachähnliche Krone, Bruchsandstein, 16. Jahrhundert, ergänzt 19. Jahrhundert | D-6-71-112-29                         | BW             |
| Ottilienweg 9 (Standort) | Katholische Pfarrkirche St. Ottilia und St. Stephan | 1902–03 von Theodor Fischer; mit Ausstattung | D-6-71-112-28 Wikidata                | weitere Bilder |
| Ottilienweg 7 (Standort) | Friedhof                                            | Mit Grabsteinen, um die beiden Kirchen, wohl im Kern 1184 | D-6-71-112-30 Wikidata                | BW             |
| Im Schlagbaum (Standort) | Wegkreuz, sogenanntes Posthalterkreuz               | an der Altstraße von Aschaffenburg nach Würzburg, Kruzifix im Dreinageltypus auf Postament, Rotsandstein, Kruzifix spätes 18. Jahrhundert, Postament 1860                                      | D-6-71-112-49, D-6-71-112-31 Wikidata | BW             |

### Steiger
| Lage                  | Objekt              | Beschreibung                                                                                    | Akten-Nr.              | Bild                |
| --------------------- | ------------------- | ----------------------------------------------------------------------------------------------- | ---------------------- | ------------------- |
| In Steiger (Standort) | Katholische Kapelle | Saalbau mit polygonaler Apsis und Satteldach mit Dachreiter, 18. Jahrhundert, 1876/77 erweitert | D-6-71-112-32 Wikidata | Katholische Kapelle |

### Straßbessenbach
| Lage                            | Objekt                                    | Beschreibung | Akten-Nr.              | Bild                                      |
| ------------------------------- | ----------------------------------------- | --- | ---------------------- | ----------------------------------------- |
| An der Steig (Standort)         | Wegkreuz, sogenanntes Eremitage-Kreuz     | auf hohem bossiertem Sandsteinquadersockel ein gefastes Inschriftenpostament mit Kruzifix aus gefastem Kleeblattkreuz und farbig gefasstem Korpus, Dreinageltypus, Sandstein, bezeichnet 1891 | D-6-71-112-5 Wikidata  | BW                                        |
| Friedhofstraße (Standort)       | Bildstock                                 | Auf quaderförmigem Inschriftensockel gefaste Säule mit vierseitigem Rundbogenkopfstück, Rundbogennische und bekrönendem Kreuz, Sandstein, bezeichnet 1742                                     | D-6-71-112-2 Wikidata  | BW                                        |
| Friedhofstraße 1 (Standort)     | Ehemalige katholische Kirche St. Wendelin | unverputzter Saalbau mit Satteldach, polygonalem Chor und Turm, Sandsteinquadermauerwerk mit Ecklisenen und Rundbogenfries, 1899                                                              | D-6-71-112-3 Wikidata  | Ehemalige katholische Kirche St. Wendelin |
| Hammelsbergweg (Standort)       | Feldkreuz                                 | Betonkruzifix, 1967, farbig gefasster Holzkorpus, Dreinageltypus, um 1930 | D-6-71-112-9 Wikidata  | BW                                        |
| Kirchstraße (Standort)          | Bildstock                                 | über gefastem Sockel ein Inschriftenpfeiler mit Satteldachaufsatz mit vergitterter Rundbogennische und bekrönendem eisernem Kreuz, Sandstein, um 1900                                         | D-6-71-112-1 Wikidata  | BW                                        |
| Langenstreich (Standort)        | Bildstock                                 | Auf Inschriftensäule Satteldachaufsatz mit Reliefnische, Beton, bezeichnet 1943, bekrönendes Kleeblattkreuz um 1990                                                                           | D-6-71-112-4 Wikidata  | Bildstock                                 |
| Leisellernweg (Standort)        | Bildstock                                 | auf Pfeiler Satteldachaufsatz mit vergitterter Rundbogennische, Betonwerkstein, 2. Hälfte 20. Jahrhundert                                                                                     | D-6-71-112-7 Wikidata  | BW                                        |
| Mühlklingen (Standort)          | Bildstock                                 | Auf Inschriftensockel Satteldachaufsatz mit vergitterter Rundbogennische und bekrönendem Kreuz, Gussstein, 1952                                                                               | D-6-71-112-11 Wikidata | Bildstock                                 |
| Sauersgrund (Standort)          | Bildstock                                 | über gefaster Säule vierseitiger Aufsatz mit Kreuzdach, rundbogiger vergitterter Nische und bekrönendem eisernem Kreuz, Sandstein, bezeichnet 1881                                            | D-6-71-112-8 Wikidata  | Bildstock                                 |
| Schützenweg (Standort)          | Grotte                                    | Gemauerte Rundbogennische aus Sandsteinbruchsteinen, 2. Hälfte 20. Jahrhundert | D-6-71-112-12 Wikidata | BW                                        |
| Steigknückel (Standort)         | Grotte                                    | gemauerte Rundbogennische aus Sandsteinfindlingen, um 1930 | D-6-71-112-10 Wikidata | Grotte                                    |
| Untere Armwiesen (Standort)     | Bildstock                                 | Auf ausbauchendem Pfeiler Satteldachaufsatz mit spitzbogiger vergitterter Bildnische, Beton mit Kieselsteinen, um 1950                                                                        | D-6-71-112-6 Wikidata  | BW                                        |
| Würzburger Straße 20 (Standort) | Ehemaliges Schulhaus                      | Zweigeschossiger traufständiger Rotsandsteinquaderbau mit Satteldach, 1885/86 | D-6-71-112-41 Wikidata | BW                                        |

### Unterbessenbach
| Lage                            | Objekt                                             | Beschreibung | Akten-Nr.              | Bild                |
| ------------------------------- | -------------------------------------------------- | --- | ---------------------- | ------------------- |
| Unterbessenbach 2 (Standort)    | Schloss                                            | Klassizistischer Bau mit übergiebeltem Mittelrisalit und Seitenflügeln, um 1850 | D-6-71-112-33 Wikidata | weitere Bilder      |
| Unterbessenbach 2 (Standort)    | Zugehöriger Schlosspark                            | | D-6-71-112-33 Wikidata | BW                  |
| Unterbessenbach 2 (Standort)    | Statue des Hl. Johann von Nepomuk                  | Sandstein, 18. Jahrhundert | D-6-71-112-33 Wikidata | BW                  |
| Unterbessenbach 3 (Standort)    | ehemalige Försterei                                | eingeschossiger Mansardhalbwalmdachbau auf geschosshohem Rotsandsteinsockel, zweiläufiger massiver Außentreppe und zwei Zwerchhäusern, teilweise Fachwerk, teilweise massiv und verputzt, 1773 und spätes 19. Jh., nach Nordwesten Anbauten, eingeschossige Satteldachbauten, Rotsandstein, spätes 19. Jh. | D-6-71-112-33 Wikidata | ehemalige Försterei |
| Unterbessenbach 3 (Standort)    | Forstscheune                                       | Sichtfachwerkbau mit Krüppelwalmdach, spätes 18. Jh. | D-6-71-112-33 Wikidata | Forstscheune        |
| Unterbessenbach 4, 5 (Standort) | Wirtschaftshof des Schlosses                       | mit Bauteilen des 16.-19. Jahrhundert | D-6-71-112-33 Wikidata | BW                  |
| Unterbessenbach 4 (Standort)    | Hofportal                                          | Sandstein, bezeichnet 1841 | D-6-71-112-33 Wikidata | BW                  |
| Unterbessenbach 4 (Standort)    | Schlosskapelle St. Johannes Nepomuk                | kleiner unverputzter Saalbau mit polygonalem Chor und Mansarddach mit Dachreiter, bezeichnet 1752 | D-6-71-112-33 Wikidata | weitere Bilder      |
| Unterbessenbach 12 (Standort)   | Gutshof, heute Reiterhof, Verwalterhaus            | Mt Fachwerkobergeschoss, 18. Jahrhundert | D-6-71-112-44 Wikidata | BW                  |
| Unterbessenbach 12 (Standort)   | Gutshof, zugehörig Remisen, Stallungen, Kellerhaus | 19. bis Anfang 20. Jahrhundert | D-6-71-112-44 Wikidata | BW                  |
| Untere Wiese (Standort)         | Sogenanntes Hessenkreuz                            | Tatzenkreuz aus Gusseisen, für den Musketier Johann Roland Belz aus einem hessisch-darmstädtischen Regiment,1866 im Deutschen Krieg, seit März 2003 nicht am Standort, ersetzt durch Gedenkstein | D-6-71-112-46          | BW                  |

### Waldmichelbach
| Lage                                            | Objekt              | Beschreibung | Akten-Nr.                                                                                  | Bild                |
| ----------------------------------------------- | ------------------- | --- | ------------------------------------------------------------------------------------------ | ------------------- |
| alte Haus-Nr. 7 (Standort)                      | Altes Forsthaus     | Fachwerkbau mit Krüppelwalm, Erdgeschoss Buntsandstein, 1778 nicht nachqualifiziert, im Bayerischen Denkmal-Atlas nicht kartiert | D-6-71-112-42 Wikidata                                                                     | BW                  |
| alte Haus-Nr. 7 ()                              | Altes Forsthaus     | Backofen, Schweinestall, Scheune, 19. Jahrhundert nicht nachqualifiziert, im Bayerischen Denkmal-Atlas nicht kartiert            | D-6-71-112-42 Wikidata                                                                     | Altes Forsthaus     |
| Große Äcker (Standort)                          | Katholische Kapelle | kleiner Saalbau aus Fachwerk auf massivem Sockel mit Satteldach und Dachreiter, 1952, 1986 erneuert                              | D-6-71-112-37 Wikidata                                                                     | Katholische Kapelle |
| Am Stegmannsgründchen ()                        | Bildstock           | | D-6-71-112-38 nicht nachqualifiziert, im Bayerischen Denkmal-Atlas nicht kartiert Wikidata |                     |
| Vom Hirtenberg bis Lückenfeld rechts (Standort) | Bildstock           | Gemauert mit Satteldach und rundbogiger, vergitterter Nische, Granitbruchstein, um 1918                                          | D-6-71-112-39 Wikidata                                                                     | Bildstock           |

### Weiler
| Lage                 | Objekt                 | Beschreibung | Akten-Nr.              | Bild                   |
| -------------------- | ---------------------- | --- | ---------------------- | ---------------------- |
| Oberwiese (Standort) | Kriegergedächtniskreuz | gusseisernes Kreuz auf Findling, 1866 Benehmen nicht hergestellt, nachqualifiziert                                       | D-6-71-112-48 Wikidata | Kriegergedächtniskreuz |
| Weiler 1 (Standort)  | Schloss                | Zweigeschossige massive Zweiflügelanlage mit Satteldach und Schweifgiebeln, um 1653–67                                   | D-6-71-112-40 Wikidata | Schloss                |
| Weiler 1 (Standort)  | Einfahrtstor           | Sandstein, 18./19. Jahrhundert                                                                                           | D-6-71-112-40 Wikidata | BW                     |
| Weiler 1 (Standort)  | Torhaus                | Eingeschossiges giebelständiges Satteldachhaus mit Fledermausgaupen, unverputzte Rotsandsteinquader, 18./19. Jahrhundert | D-6-71-112-40 Wikidata | Torhaus                |
| Weiler 1 (Standort)  | Mauer                  | Bruchsteinmauerwerk mit gerundeter Krone, 18./19. Jahrhundert                                                            | D-6-71-112-40 Wikidata | Mauer                  |

## Ehemalige Baudenkmäler
In diesem Abschnitt sind Objekte aufgeführt, die früher einmal in der Denkmalliste eingetragen waren, jetzt aber nicht mehr. Objekte, die in anderem Zusammenhang – also z. B. als Teil eines Baudenkmals – weiter eingetragen sind, sollen hier nicht aufgeführt werden. Aktennummern in diesem Abschnitt sind ehemalige, jetzt nicht mehr gültige Aktennummern.

| Lage                                         | Objekt                            | Beschreibung    | Akten-Nr.              | Bild |
| -------------------------------------------- | --------------------------------- | --------------- | ---------------------- | ---- |
| Unterbessenbach Am Weg nach Schmerlenbach () | Standbild, sogenannter Franziskus | 18. Jahrhundert | D-6-71-112-36 Wikidata |      |